# 恐怖のセンセイ
『恐怖のセンセイ』（原題:The Art of Self-Defense）は2019年に公開されたアメリカ合衆国のサスペンスコメディである。監督はライリー・スターンズ、主演はジェシー・アイゼンバーグが務めた。
本作は日本国内で劇場公開されなかったが、2021年1月7日にスター・チャンネルで放送される予定である。

## ストーリー
小心者の事務員、ケイシー・デイヴィースは職場に馴染めずにいた。そんなある日、ケイシーがペットフードを買いに出かけたところ、ひったくりに襲撃されてしまった。職場から治療のための休暇を与えられたケイシーだったが、同じような目にまた遭うのではないかという不安に苛まれていた。当初、ケイシーは自衛のために拳銃を購入しようとしていたが、近所の空手道場で体験入学キャンペーンが行われていたため、そこに参加することにした。ケイシーは茶帯のアンナや青帯のヘンリーと親しくなった。ケイシーはめきめきと腕を上げていき、その上達具合は同門や師範も注目するほどであった。ほどなくして、ケイシーは黄帯に昇格した。
師範はケイシーが夜間の特別授業を受講することを許可した。夜間の部の稽古は戦闘ともいうべきものであって、重傷を負う者すら出ていた。ヘンリーも稽古中に師範から肘をへし折られ、そのまま道場から叩き出された。自由組み手の最中、アンナは黒帯に昇格したばかりのトーマスを何回も撃破した。それによって、アンナは師範に黒帯昇格に相応しい実力があることを示そうとしたが、師範はアンナに「まだまだだな」と言った。
空手にのめり込んで2ヶ月も欠勤した結果、ケイシーは職場から解雇されてしまった。そんなケイシーを見かねた師範は彼を道場の事務職として採用した。それから数日後、師範は「ひったくりグループのメンバーを酒場で見かけた」とケイシーに告げた。師範は酔っ払った彼らに一発お見舞いするようにケイシーをけしかけたのである。復讐心に燃えるケイシーは男を叩きのめしたが、その様子を師範が撮影しているのを見て仰天した。犯人だと思っていた男は無実の人間だったのである。
事ここに至り、ケイシーは道場に裏の顔が存在することを知るのだった。

## キャスト
※括弧内は日本語吹替。
- ジェシー・アイゼンバーグ - ケイシー・デイヴィース（武藤正史）
- イモージェン・プーツ - アンナ（永宝千晶）
- アレッサンドロ・ニヴォラ - 師範（山野井仁）
- スティーヴ・テラダ - トーマス（吉田丈一郎）
- デヴィッド・ゼルナー - ヘンリー（水内清光）

## 製作
2016年5月26日、ライリー・スターンズ監督の新作映画にメアリー・エリザベス・ウィンステッドが出演するとの報道があった。2017年5月14日、ウィンステッドとスターンズが離婚することになり、ウィンステッドの本作への出演も取りやめとなった。9月11日、ジェシー・アイゼンバーグが本作に出演することになったと報じられた。同日、本作の主要撮影がケンタッキー州で始まった。

## マーケティング・興行収入
2019年3月8日、本作のティーザー・トレイラーが公開された。10日、本作はサウス・バイ・サウスウェストでプレミア上映された。5月22日、本作のオフィシャル・トレイラーが公開された。
2019年7月12日、本作は全米7館で限定公開され、11万4374ドル（1館当たり1万6339ドル）を稼ぎ出し、週末興行収入ランキング初登場33位となった。

## 評価
本作は批評家から好意的に評価されている。映画批評集積サイトのRotten Tomatoesには124件のレビューがあり、批評家支持率は84%、平均点は10点満点で7.24点となっている。サイト側による批評家の見解の要約は「『恐怖のセンセイ』は現代アメリカの男性性という問題を見事に取り扱っており、ライリー・スターンズ監督の名声を高めるのに一役買っている。」となっている。また、Metacriticには29件のレビューがあり、加重平均値は65/100となっている。